# The Cranberries
The Cranberries var en irländsk rockgrupp som bildades 1989 i Limerick. Bandet bestod av Noel Hogan på gitarr, Mike Hogan på bas och Fergal Lawler på trummor samt sångerskan Dolores O'Riordan, som också spelade gitarr och keyboard, men som avled 2018.
Gruppen hade sin storhetstid under 1990-talet. Mellan 2003 och 2009 låg verksamheten nere, medan medlemmarna valde att ägna sig åt andra projekt. Gruppens mest kända hit är "Zombie" från 1994, som är en protestsång mot våldet under konflikten i Nordirland. Utöver "Zombie" finns ytterligare ett par låtar av politisk karaktär, däribland "Time Is Ticking Out", som behandlar passivitet inför de globala miljöproblemen. The Cranberries popularitet var ihållande under hela 1990-talet, och förutom "Zombie" hamnade låtarna "Ode to My Family" och "I Can't Be With You" från albumet No Need to Argue (1994), "Salvation", "When You're Gone" och "Hollywood" från To the Faithful Departed (1996) och "Just My Imagination" från Bury the Hatchet (1999) på svenska Trackslistan.
2009 återförenades bandet och släppte en ny skiva vid namn Roses under 2012. Ett akustiskt album, Something Else, utgavs 2017. Gruppens sångerska Dolores O'Riordan avled i januari 2018; de kvarvarande medlemmarna i The Cranberries tillkännagav då att man skulle släppa ett sista, sedan tidigare inspelat, album för att sedan splittras.

## Medlemmar
Tidigare medlemmar
- Niall Quinn – sång, rytmgitarr (1989–1990)
- Mike Hogan – basgitarr, bakgrundssång (1989–2003, 2009–2019)
- Noel Hogan – sologitarr, rytmgitarr, bakgrundssång (1989–2003, 2009–2019)
- Fergal Lawler – trummor (1989–2003, 2009–2019)
- Dolores O'Riordan – sång, rytmgitarr, sologitarr, keyboard (1990–2003, 2009–2018; död 2018)

Turnerande medlemmar
- Russell Burton – keyboard, rytmgitarr (1996–2003, 2012)
- Steve DeMarchi – rytmgitarr, bakgrundssång (1996–2003)
- Denny DeMarchi – keyboard, rytmgitarr, bakgrundssång (2009–2011)
- Johanna Cranitch – bakgrundssång (2012)
- Olé Koretsky – rytmgitarr (2017)

## Diskografi

### Studioalbum
- Everybody Else Is Doing It, So Why Can't We? (1993)
- No Need to Argue (1994)
- To the Faithful Departed (1996) med sången Hollywood
- Bury the Hatchet (1999)
- Wake Up and Smell the Coffee (2001)
- Roses (2012)
- Something Else (2017)
- In the End (2019)

### Samlingar
- Bury the Hatchet - The Complete Sessions (2000)
- Stars - The Best of 1992 - 2002 (2002)
- Treasure Box - The Complete Sessions 1992-1999 Fyra remastrade album

### Livealbum
- Doors And Windows (1995)
- In Concert at the BBC (1994)
- In Concert: New Rock#94-44, disc 2 of 2 (1994)